# The Babysitter: Killer Queen
The Babysitter: Killer Queen is een Amerikaanse komische horrorfilm uit 2020. De film werd op 10 september 2020 uitgebracht op Netflix. De film is een sequel van de film The Babysitter, die in 2017 werd uitgebracht. De film gaat door op het verhaal van de hoofdpersoon Cole (Judah Lewis). De regie was wederom in handen van McG en alle hoofdrolspelers uit de vorige film kwamen ook in dit deel terug. Alleen Jenna Ortega speelde in The Babysitter geen rol.

## Verhaal
Twee jaar nadat Cole de sekte van zijn voormalig babysitter Bee heeft overleefd, zit Cole nog steeds op school, waar niemand zijn verhaal over die nacht gelooft. De enige die wel denkt dat het waar is wat hij zegt is zijn vriendin Melanie. Van zijn ouders moet hij naar een psychiater en wordt hij gedwongen om pilletjes te slikken. Op een ochtend komt hij erachter dat zijn ouders hem naar een psychiatrische inrichting willen sturen. Als hij dit aan Melanie vertelt zegt ze hem dat hij met haar en haar vrienden mee moet komen naar een feest bij een meer, dat ze die avond hebben. Wanhopig als hij is besluit hij niet terug naar huis te keren en hij gaat mee met Melanie.
Eenmaal bij het meer valt zijn oog bijna direct op Phoebe. Ze is die dag voor het eerst op school gekomen en heeft in haar kluisje een knuffeldier gevonden. Hierbij zat ook een briefje, waarop stond dat ze naar het meer moest gaan. In de avond zitten Cole, Melanie en de vrienden van Melanie (Jimmy, met wie Melanie een relatie heeft, Boom Boom en Diego) samen op een boot waar ze een spelletje spelen. Cole moet samen met Melanie voor twee minuten een kast in, waar ze met elkaar zoenen. Als Diego vragen aan Cole begint te stellen, over of hij gek is geworden sinds die ene nacht, verspreekt Melanie zich en begint over het boek dat Cole in het vorige deel in de fik had gestoken. Hij weet zeker dat hij het daar met niemand anders over heeft gehad en vraagt hoe het kan dat Melanie dat weet. Ineens pakt ze een haak en snijdt daarmee de keel van Boom-Boom door. Ze vertelt Cole dat ze deel uitmaakt van dezelfde sekte als Bee. Omdat het bloed van de geofferde gemengd moet worden met het bloed van de onschuldige, proberen ze Cole ook te vermoorden. Op datzelfde moment komen de leden van de sekte uit het vorige deel (Sonya, Allison, John en Max) terug. Cole wordt gered, doordat Phoebe binnen komt zetten, aangezien haar waterscooter geen benzine meer heeft. Hij springt achterop haar waterscooter en weet zo weg te komen van de sekte.
Eenmaal op land wil Phoebe Cole eerst niet helpen, maar nadat hij haar van een man die haar probeerde te verkrachten had gered, ging ze overstag. Eerst kwamen ze Sonya tegen, die ze omver reden en met een surfboard van haar hoofd ontdeden. Allison kwam tussen een rotswand te zitten en door aan haar benen te trekken verloor ook zij haar hoofd. Max kwam, nadat ze een bootje hadden gepakt, achter hen aan, maar viel in het water en kwam daardoor in de schroef vast te zitten. Jimmy en Diego zagen de missie als kansloos en besloten naar huis te gaan. Melanie hield dit tegen en door een magische kracht gingen ze in het niets op.
Phoebe en Cole vluchten samen naar het vakantiehuisje van Phoebe, waar ze zich samen in de kelder verschuilen. Phoebe vertelt Cole dat het haar schuld is dat haar ouders dood zijn, omdat ze door de auto waar zij in zat waren aangereden. Cole troost haar en in de kelder hebben ze seks. Ondertussen heeft Melanie Archie, de vader van Cole, gebeld. Ze heeft hem verteld waar ze waren en dat hij moest helpen om ze terug naar huis te krijgen. Archie komt meteen en in het huisje komen Cole en Phoebe gewapend de kelder uit. John maakt zichzelf per ongeluk dood, door de kroonluchter op zich te laten vallen. Archie gaat vervolgens achter Cole aan en drogeert hem, waarna hij hem in de auto zet, om hem mee terug naar huis te nemen.
Als Archie het autoalarm laat afgaan, terwijl hij aan het tanken is, wordt Cole wakker en rijdt hij terug naar het meer. Hij vindt Melanie, die Phoebe heeft vastgebonden. Wanneer Cole aankomt zegt hij dat ze hém moeten hebben en Melanie neemt bloed van hem af. Bee komt het water uit en vertelt dat zij de chauffeur was tijdens het ongeluk van Phoebe. Ze zegt dat ze, in ruil voor haar ziel, een verband met de duivel heeft gesloten, om haar te redden. Sonya, Alisson, Max en John komen allemaal weer tot leven en drinken, samen met Melanie, het bloed van Boom Boom en Cole. Het blijkt niet te werken en Bee vertelt dat Cole misschien niet zo onschuldig meer is. Hij heeft een paar uur daarvoor seks gehad met Phoebe en dus werkt het mengsel niet. Alle vijf vergaan ze en Bee vertelt dat het haar plan was om Cole en Phoebe samen te laten komen, om zo de sekte te vermoorden; de laatste woorden van Cole (in het vorige deel) hadden haar gedachten veranderd. Aangezien ook zij een demon is drinkt ze het bloed en vergaat. Archie komt aan en ziet dat alles wat Cole zei waar was en dat hij hem had moeten geloven. Met het opkomen van de zon zoenen Cole en Phoebe.

## Rolverdeling
| Acteur             | Personage                   |
| ------------------ | --------------------------- |
| Judah Lewis        | Cole                        |
| Emily Alyn Lind    | Melanie                     |
| Jenna Ortega       | Phoebe                      |
| Hana Mae Lee       | Sonya                       |
| Robbie Amell       | Max                         |
| Bella Thorne       | Allison                     |
| Andrew Bachelor    | John                        |
| Samara Weaving     | Bee                         |
| Leslie Bibb        | Phyliss, de moeder van Cole |
| Ken Marino         | Archie, de vader van Cole   |
| Chris Wylde        | Juan                        |
| Maximilian Acevedo | Jimmy                       |
| Juliocesar Chavez  | Diego                       |
| Jennifer Foster    | Boom-Boom                   |

## Ontvangst
Op Rotten Tomatoes geeft 46% van de recensenten de film een positieve beoordeling, met een gemiddelde score van 4.76/10. Het publiek geeft een gemiddelde score van 3.5/5.